# Takarmány

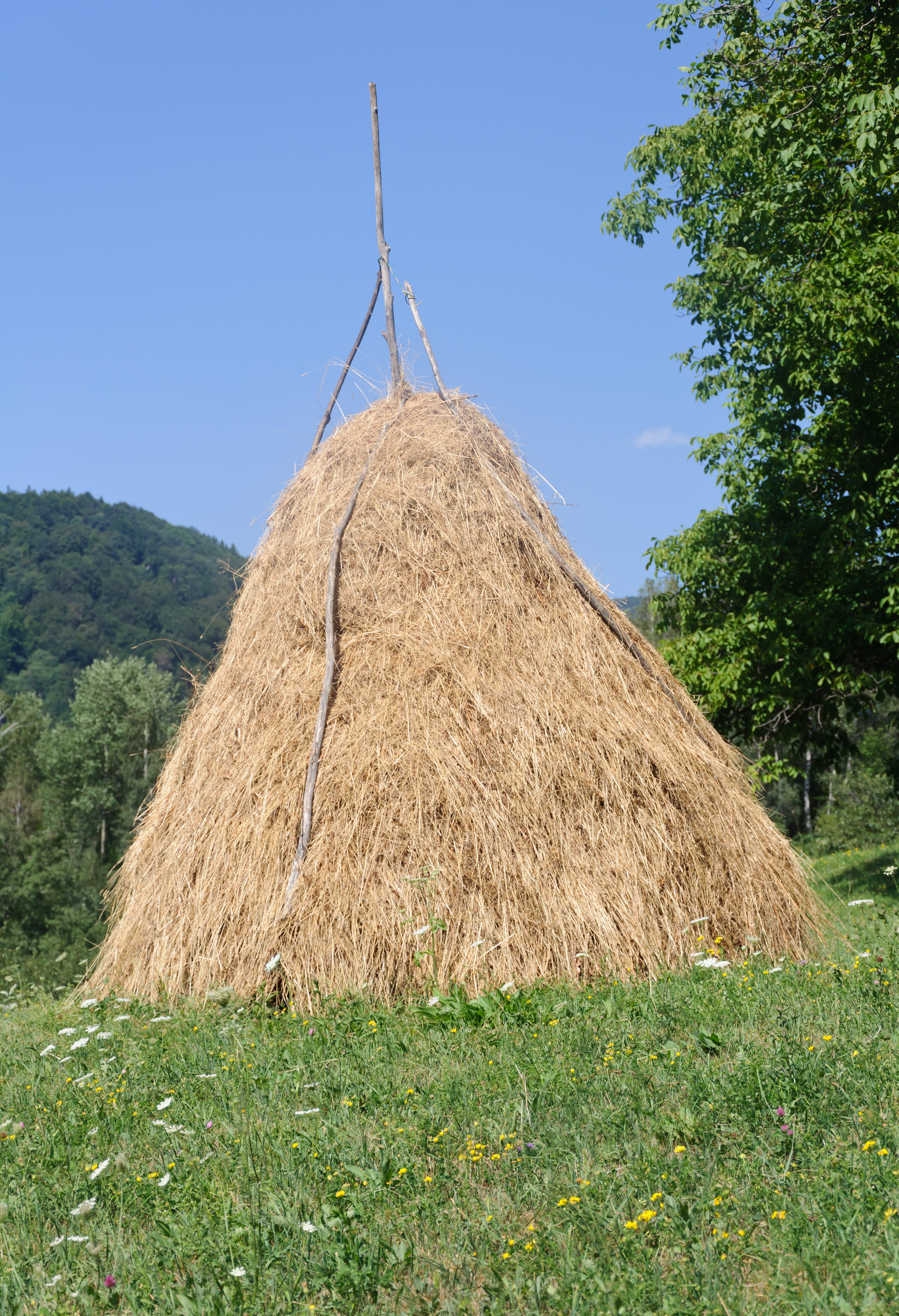
Szénakazal

Takarmány minden anyag, mely állati tápanyagokat tartalmaz, s emiatt etethető.

## A takarmányok fajtái
- Ilyenek a zöld takarmány, széna, szalma, törek, polyva, gyökök, gumók, gyümölcsök, szemes anyagok, gyári hulladékok és némely állati eredetű anyagok, mint pl. a tejhulladékok, hús- és vérliszt. A különböző takarmányok táphatása nagyon változik, és pedig tápanyagtartalmuk s vegyi összetételük szerint. Ugyanis minden takarmányban a vízen és emészthetetlen anyagokon kívül 4 féle tápanyag van,[1] úgy mint:

1. fehérjék (főleg növényi fehérje, sikér és sajtanyag),
2. zsírok,
3. szénhidrátok (keményítő, cukor) és
4. ásványi anyagok.

- Ezek közül a fehérjefélék, zsírok és ásványi anyagok az állati testet építik fel, a szénhidrátok pedig melegítőanyagul szolgálnak, mert a vérben elégvén, az állati meleget állítják elő, de ha az állat fölös mennyiségű szénhidrátot fogyaszt, akkor utóbbinak egy része zsírrá változik át s a szervezetbe lerakódik, valamint megfordítva elégtelen szénhidrát etetése alkalmával úgy a takarmányzsír, valamint a szervezetbe lerakott zsír is tüzelésre használható, sőt esetleg még a fehérjét is erre a célra fordíthatja az állat. A zsírok és szénhidrátok tehát helyettesíthetik egymást, vagy esetleg fehérjefélék által helyettesíthetők, ellenben a fehérjeféléket s ásványi anyagokat semmi sem pótolhatja s ezért utóbbiak a legfontosabb és legnélkülözhetetlenebb alkotórészei a takarmánynak. Azonban az ásványi tápanyagok csak kis mértékben befolyásolják a takarmány pénzértékét, mert rendszerint a konyhasó kivételével fölös mennyiségben fordulnak elő s azért elsősorban a fehérjetartalomtól, másodsorban a zsírtól és harmadsorban a szénhidráttartalomtól függ a takarmány táphatása s pénzértéke.[1]

## Az abrak
Abrak alatt azokat a töményített takarmányféléket értik, melyek kedvezően hatnak az izomerőre, s emiatt főleg lovak és jármos ökrök etetésére használják. Ilyenek elsősorban a zab, a hüvelyes magvak, a rozs, a húsliszt és a szárított sikér, másodsorban pedig azok a takarmányfélék, melyekkel előbbiek bizonyos mértékig hátrány nélkül helyettesíthetők, mint például a kukorica, árpa, malátacsíra stb. Az abrak elnevezés eszerint nem a takarmány táptartalmával, hanem azzal függ össze, hogy kedvezően hat az izomerőre. Gyökérabrakot nyújt a cukorrépa (régiesen burgundi répa), a repce fajtái: karórépa, földi karalábé (Brassica napus L. var. rapifera), a tarlórépa (fehérrépa, tövesrépa, Brassica rapa L. var. rapa), a mogyorós lednek (Lathyrus tuberosus), a sárgarépa, csicsóka, pasztinák (paszternák), burgonya stb. Gyümölcs- v. szemabraknak való a tök, a dinnye, az alma, a körte és a szilva, a vadgesztenye Szlavóniában és Horvátországban az ott vadon termő jó gesztenye is, az abrakzab, az árpa, a fénymag (kanáriköles), a tölgyek makkja, a kukorica, a takarmánybükköny (vetett kaszanyűg, abrakborsó, Vicia sativa). Abraknak nem nevezhetők azok a töményített takarmányfélék, melyek a szervezetet petyhüdtté teszik, például a repcepogácsa, a korpa, a takarmányliszt stb. A 19. század végén az abrak szó helyett a németből fordított erőtakarmány rossz magyarságú szavát is használták. Ismertek voltak akkoriban az abrakmester, abrakzsák, abraktarisznya, abrakpénz, abrakrosta elnevezések is. Átvitt tréfás értelemben abrakolás ütés-verést, ostorozást jelent. A régi magyaroknál a szolgáknak adott étel mennyiségét is abraknak nevezték.

## A szálastakarmány és a tömegtakarmány
Szálas- és tömegtakarmánynövény azok a növények, amelyeket közvetlenül /zöldtakarmányozásra/, vagy közvetve /erjesztett és szárított takarmányként/ az állatok takarmányozása céljából termesztenek. A szántóföldön termesztett szálas- és tömegtakarmányok, valamint a gyepek fűtermése képezi a szálas és tömegtakarmányokat fogyasztó állatok takarmánybázisát (szalma, széna).

## A szálas takarmánynövények 3 fő csoportja
1. Pillangós virágú szálas takarmányok /lucerna, vöröshere, szarvaskerep, baltacim, somkóró és bíborhere/.
2. Keveréktakarmányok /őszi és tavaszi/.
3. Egynyári, nem pillangós szálas- és tömegtakarmányok /kukoricacsalamádé, egyéb csalamádé és szilázs növények, valamint a takarmánycirkok/.

A szálas takarmánynövények közül a legjelentősebbek a pillangós virágú takarmányok, de jelentősek a keverék és az egynyári szálas- és tömegtakarmányok is. Kis vetésterületük miatt kevésbé jelentős szálas- és tömegtakarmány-növényeket, mint amilyen a nyúlszapuka, szeradella (Ornithopus sativus), takarmánykáposzta, mohar, tyfon stb.

### Pillangós virágú szálas takarmányok
A szálas takarmányok közül a pillangósok a legértékesebb és legfontosabb takarmánynövények, ugyanis 
- biológiailag értékes és jól emészthető fehérjét szolgáltatnak,
- a talaj N tartalmát növelik,
- a talaj szerkezetét javítják,
- a talaj nyers tápanyagkészletét feltárják,
- jól társíthatók,
- növényi sorrendbe jól beilleszthetők,
- termesztésük jól gépesíthető.[3]

Általában nagy ballasztanyag-tartalmú (terimés) takarmány, mely kis koncentrációban tartalmazza a táplálóanyagokat, ezért főleg kérődzőkkel etethető. Előnye a viszonylagos olcsóság, és általában a rostigény kielégítésére való alkalmasság, hátránya a nagy tárolási és a nagy munkaigényű kezelési igény, valamint a nagy teljesítményű állatok takarmányozásában zavaró töltőhatás és inkrusztáló-anyag tartalom.

## Takarmányvédelem

### A szálastakarmány védelme

#### Takarmány takaró
Az állatok takarmányozása és almozása szempontjából kiemelt fontosságú a szálastakarmány megfelelő védelme és tárolása. Ehhez ma már korszerű, minőségi és időjárásálló kazaltakarók és bálatakarók használhatók a takarandó felület mérete szerint.

## Jogszabályok
- 2001. évi CXIX. törvény	 a takarmányok előállításáról, forgalomba hozataláról és felhasználásáról
- 65/2012. VM rendelet a takarmányok előállításáról, forgalomba hozataláról és felhasználásáról